# Styx Glacier
Styx Glacier är en glaciär i Antarktis. Den ligger i Östantarktis. Nya Zeeland gör anspråk på området. Styx Glacier ligger 1 250 meter över havet.
Terrängen runt Styx Glacier är varierad. Trakten är obefolkad. Det finns inga samhällen i närheten.